# Czornozemne (rejon melitopolski)
Czornozemne (ukr. Чорноземне) – wieś na Ukrainie, w obwodzie zaporoskim, w rejonie melitopolskim, w hromadzie Jakymiwka. W 2001 liczyła 678 mieszkańców, spośród których 344 wskazało jako ojczysty język ukraiński, 324 rosyjski, 9 ormiański, a 1 inny.